# Вьейви
Вьейви́ (фр. и окс. Vieillevie) — коммуна во Франции, находится в регионе Овернь. Департамент — Канталь. Входит в состав кантона Монсальви. Округ коммуны — Орийак.
Код INSEE коммуны — 15260.
Коммуна расположена приблизительно в 470 км к югу от Парижа, в 140 км южнее Клермон-Феррана, в 32 км к югу от Орийака.

## Население
Население коммуны на 2008 год составляло 113 человек.
| 1962 | 1968 | 1975 | 1982 | 1990 | 1999 | 2008 |
| ---- | ---- | ---- | ---- | ---- | ---- | ---- |
| 193  | 213  | 194  | 197  | 146  | 114  | 113  |

## Экономика

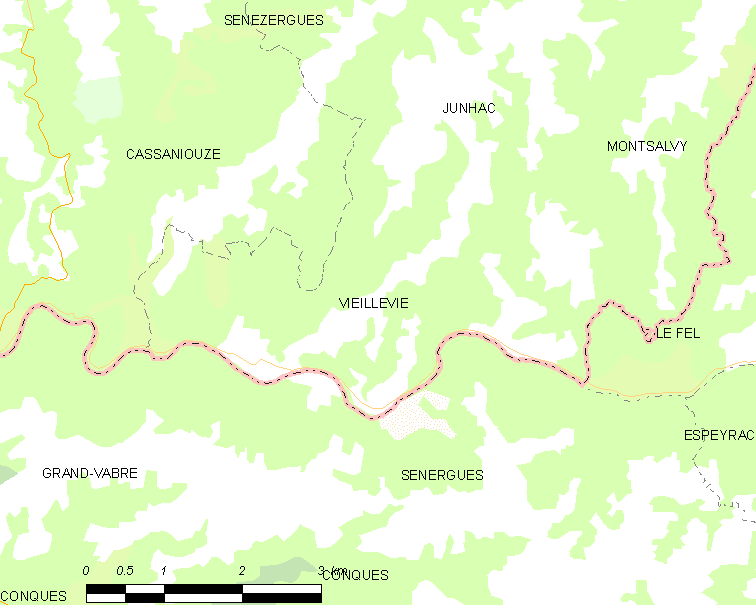
Карта коммуны

В 2007 году среди 58 человек в трудоспособном возрасте (15—64 лет) 31 были экономически активными, 27 — неактивными (показатель активности — 53,4 %, в 1999 году было 62,7 %). Из 31 активных работали 29 человек (19 мужчин и 10 женщин), безработными были 2 мужчин. Среди 27 неактивных 2 человека были учениками или студентами, 14 — пенсионерами, 11 были неактивными по другим причинам.

## Достопримечательности
- Замок Вьейви (XI век). Памятник истории с 1993 года[3]